# Liste de points extrêmes de la république démocratique du Congo

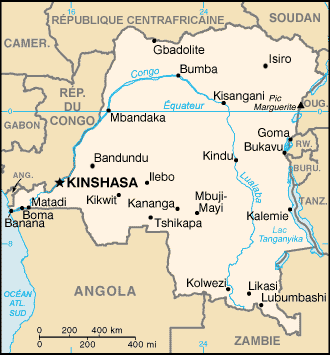
Carte de la république démocratique du Congo

Voici une liste de points extrêmes de la république démocratique du Congo.

## Latitude et longitude
- Nord : Réserve de faune de Bomu, à la frontière avec la République centrafricaine (5° 20′ 32″ N, 25° 33′ 22″ E)
- Sud : collines de Kapupula sur le territoire de Sakania, à la frontière avec la Zambie (13° 27′ 00″ S, 29° 43′ 36″ E)[1]
- Ouest : Frontière avec Cabinda, l'exclave de l'Angola, sur le littoral atlantique (5° 46′ 25″ S, 12° 12′ 11″ E)
- Est : Frontière avec l'Ouganda au bord du lac Albert (2° 10′ 36″ N, 31° 16′ 33″ E)

## Altitude
- Maximale : Mont Stanley 5 109 m (0° 23′ 09″ N, 29° 52′ 18″ E)
- Minimale : Océan Atlantique, 0 m